# والنتینا گیاسینتی
والنتینا گیاسینتی (انگلیسی: Valentina Giacinti؛ زادهٔ ۲ ژانویهٔ ۱۹۹۴) بازیکن فوتبال اهل ایتالیا است که در حال حاضر برای باشگاه فوتبال زنان آ.اس. رم در پست مهاجم بازی می‌کند.
از باشگاه‌هایی که در آن بازی کرده است می‌توان به باشگاه فوتبال آ.اس. رم و باشگاه فوتبال زنان آ.ث. میلان اشاره کرد.
وی همچنین در تیم ملی فوتبال زنان ایتالیا بازی کرده است.

## دوران باشگاهی

### آتالانتا
والنتینا گیاسینتی فوتبال خود را با تیم جوانان باشگاه فوتبال زنان آتالانتا آغاز کرد. او اولین بازی حرفه‌ای خود را در ۳۰ ژانویه ۲۰۱۰ به عنوان بازیکن تعویضی در دقیقه ۶۵ در مسابقه سری آ زنان مقابل گرافیستودیو تاواناکو انجام داد. او در فصل اول خود در مجموع ده بازی برای این تیم انجام داد اما گلی به ثمر نرساند. آتالانتا در پایان فصل به سری آ۲ سقوط کرد.
فصل ۲۰۱۱–۲۰۱۰ سری آ۲ فصل شکوفایی گیاسینتی بود که به عنوان بازیکن ثابت تیم خود تثبیت شد. او فصل را با اولین گل حرفه‌ای خود در ۲۶ سپتامبر ۲۰۱۰ در بازی لیگ مقابل انتلا چیاواری آغاز کرد و در آن بازی هت‌تریک کرد. او این فصل را با ۱۵ گل در ۲۱ بازی به پایان رساند. در فصل بعد، او ۱۹ گل دیگر در ۲۵ بازی به ثمر رساند.

### ناپولی
در ۱۷ ژوئیه ۲۰۱۲، گیاسینتی به باشگاه فوتبال زنان ناپولی پیوست. او اولین گل خود برای این تیم را در ۲ سپتامبر ۲۰۱۲ در مسابقه کوپا ایتالیا مقابل کایرا به ثمر رساند. او این فصل را با ۱۹ گل در ۳۴ بازی در تمام رقابت‌ها به پایان رساند.

### موتزانیکا
در ۱۷ ژوئیه ۲۰۱۳، گیاسینتی به موتزانیکا منتقل شد.

### برشیا
در تابستان ۲۰۱۷، گیاسینتی به باشگاه فوتبال زنان برشیا پیوست تا در لیگ قهرمانان زنان اروپا بازی کند. او با برشیا سوپرجام ایتالیا را برای اولین بار به دست آورد و با ۲۱ گل برای دومین بار در دوران حرفه‌ای خود به عنوان خانم گلی لیگ معرفی شد.

### آ.ث. میلان
در ۱۱ ژوئن ۲۰۱۸، مجوز سری آ برشیا و قرارداد بازیکنانش توسط باشگاه فوتبال زنان آ.ث. میلان خریداری شد تا بخش زنان خود را راه‌اندازی کند. گیاسینتی به میلان پیوست. او با ۲۱ گل در ۲۱ بازی دوباره آقای گل لیگ شد.
پس از جدایی دانیلا ساباتینو در فصل ۲۰۲۰–۲۰۱۹، گیاسینتی به کاپیتان جدید میلان تبدیل شد. او در بازی خانگی مقابل تاواناکو دچار آسیب گردن شد.

### فیورنتینا (قرضی)
گیاسینتی در ژانویه ۲۰۲۲ به فیورنتینا قرض داده شد. اولین گل او در پیراهن بنفش در تساوی ۲–۲ مقابل باشگاه فوتبال زنان یوونتوس در ۲۲ ژانویه ۲۰۲۲ به ثمر رسید.

### آ.اس. رم
در ۲۱ ژوئیه ۲۰۲۲، گیاسینتی به باشگاه فوتبال زنان آ.اس. رم پیوست. او در ۵ نوامبر ۲۰۲۲ سوپرجام ایتالیا را برای دومین بار با پیروزی ۴–۳ در ضربات پنالتی مقابل یوونتوس به دست آورد.

## دوران ملی
گیاسینتی در ترکیب ۲۳ نفره ایتالیا برای جام جهانی فوتبال زنان ۲۰۱۹ قرار گرفت. او اولین گل ایتالیا را در پیروزی ۲–۰ مقابل چین در مرحله یکهشتم نهایی به ثمر رساند.